# The People I've Slept With
The People I've Slept With é uma comédia romântica norte-americana lançada em 2009 dirigido por Quentin Lee, sobre uma mulher promíscua que fica grávida e procura pelo pai da criança com a ajuda de seu melhor amigo gay e sua irmã conservadora.

## Elenco
- Karin Anna Cheung
- Wilson Cruz
- Archie Kao
- Lynn Chen
- James Shigeta
- Cathy Shim
- Chris Zylka
- Randall Park

## Lançamento
| País / Região  | Estreia               |
| -------------- | --------------------- |
| Estados Unidos | 18 de outubro de 2009 |
| Canadá         | 8 de novembro de 2009 |
| Brasil         | Outubro de 2009       |